# Жданов, Николай Васильевич
Никола́й Васи́льевич Жда́нов (1860 — после 1917) — земский деятель, член III Государственной думы от Самарской губернии.

## Биография
Личный дворянин. Домовладелец Бугульмы и Самары, землевладелец Бугульминского уезда Самарской губернии и Белебеевского уезда Уфимской губернии (около 7000 десятин).
Среднее образование получил в Самарской гимназии, а высшее — на медицинском факультете Московского университета.
Был врачом. В течение многих лет избирался гласным Бугульминского уездного и Самарского губернского земских собраний. В разные годы состоял: почетным мировым судьей Бугульминского уезда, директором уездного отделения попечительного о тюрьмах комитета, членом-соревнователем уездного комитета попечительства о народной трезвости, членом уездного отделения епархиального училищного совета, а также почетным попечителем высшего начального училища в Бугульме, попечителем 2-го городского приходского училища и председателем благотворительного общества Св. Николая в Бугульме. Дослужился до чина надворного советника.
Владел типографией в Самаре и кумысным санаторием близ станции Шафраново Самарско-Златоустовской железной дороги. После провозглашения Октябрьского манифеста 1905 года вступил в Союз 17 октября, был председателем отдела партии в Бугульме.
В 1907 году был избран членом III Государственной думы от Самарской губернии. Входил во фракцию октябристов. Был секретарем 8-го отдела Государственной думы. Состоял товарищем председателя комиссии о мерах борьбы с пьянством (с 4-й сессии), секретарем комиссии о мерах по борьбе с пожарами (с 5-й сессии), а также членом комиссий по народному образованию и о путях сообщения.
Судьба после 1917 года неизвестна. Был женат. В семье было 5 дочерей: Лидия, Анна, Татьяна, Ольга, Нина и сыновья Николай и Василий.